# 桂海碑林博物馆
桂海碑林博物馆位于中国广西壮族自治区桂林市七星区龙隐路1号、七星公园内月牙山西南麓，内有龙隐岩龙隐洞摩崖石刻群，是桂林石刻最集中、最典型的地方。
龙隐岩龙隐洞摩崖石刻群现存唐至民国时期石刻213件，其中唐代1件、宋代111件、元代1件、明代42件、清代26件、年代无考的32件。著名的石刻有唐《张浚刘崇龟杜鹃花唱和诗》、宋《元祐党籍》、宋《石曼卿饯叶道卿题名》、宋《狄青平蛮三将题名》、宋《米芾程节赠答诗》、宋《龙图梅公瘴说》等。1961年2月4日被列为桂林市文物保护单位，1963年2月26日被列为广西壮族自治区文物保护单位，2001年6月25日被列为全国重点文物保护单位。
早在宋代，龙隐岩即建有释迦寺、骖鸾亭、环翠阁等建筑。1964年在释迦寺遗址上建藏碑阁，1965年辟为“桂海碑林”，1980年8月29日成立桂海碑林陈列馆，1984年11月11日成立桂海碑林石刻陈列馆，1994年5月21日更名为桂林石刻博物馆，1997年1月2日更名为桂海碑林博物馆。1999年1月被定为自治区爱国主义教育基地。2009年5月被列为国家二级博物馆。
- 桂海碑林博物馆正门
- 龙隐洞摩崖石刻
- 宋《米芾程节赠答诗》
- 宋《洪内相高州石屏记》
- 内部石刻